# Eternity (Kamelot)
Eternity è il primo disco del gruppo power metal statunitense Kamelot, pubblicato nel 1995.

## Tracce
1. Eternity – 5:41
2. Black Tower – 4:06
3. Call of the Sea – 5:15
4. Proud Nomad – 4:52
5. Red Sands – 4:09
6. One of the Hunted – 5:26
7. Fire Within – 4:54
8. Warbird – 5:22
9. What About Me – 4:20
10. Etude Jongleur – 0:50
11. The Gleeman – 6:19

## Formazione
- Mark Vanderbilt - voce
- Thomas Youngblood - chitarra
- Glenn Barry - basso
- Richard Warner - batteria
- David Pavlicko - tastiere